# Indian Wells Open 2012 - Qualificazioni singolare maschile
Le qualificazioni del singolare maschile dell'Indian Wells Open 2012 sono state un torneo di tennis preliminare per accedere alla fase finale della manifestazione. I vincitori dell'ultimo turno sono entrati di diritto nel tabellone principale. In caso di ritiro di uno o più giocatori aventi diritto a questi sono subentrati i lucky loser, ossia i giocatori che hanno perso nell'ultimo turno ma che avevano una classifica più alta rispetto agli altri partecipanti che avevano comunque perso nel turno finale.

## Giocatori

### Teste di serie
1. Frederico Gil (ultimo turno)
2. Tobias Kamke (ultimo turno)
3. Matthew Ebden (qualificato)
4. Paolo Lorenzi (qualificato
5. João Souza (primo turno)
6. Igor' Andreev (primo turno)
7. Marsel İlhan (primo turno)
8. Björn Phau (ultimo turno)
9. Vasek Pospisil (qualificato)
10. Bobby Reynolds (qualificato)
11. Rik De Voest (qualificato)
12. Ricardo Mello (primo turno)

1. Jürgen Zopp (ultimo turno)
2. Thomas Schoorel (ultimo turno)
3. Michael Russell (ultimo turno)
4. Marinko Matosevic (qualificato)
5. Izak van der Merwe (ultimo turno)
6. Andrej Golubev (qualificato)
7. Júlio Silva (primo turno)
8. Arnau Brugués-Davi (primo turno)
9. Rajeev Ram (ultimo turno)
10. Marco Chiudinelli (primo turno)
11. James Ward (primo turno)
12. Ruben Bemelmans (qualificato)

## Qualificati
1. Ruben Bemelmans
2. Amer Delić
3. Matthew Ebden
4. Paolo Lorenzi
5. Serhij Bubka
6. Tim Smyczek

1. Rhyne Williams
2. Andrej Golubev
3. Vasek Pospisil
4. Bobby Reynolds
5. Rik De Voest
6. Marinko Matosevic

## Tabellone qualificazioni

### Legenda
| - Q = Qualificato - WC = Wild card - LL = Lucky loser | - ALT = Alternate - SE = Special Exempt - PR = Protected Ranking | - w/o = Walkover - r = Ritirato - d = Squalificato |

### Sezione 1
|  | Primo turno | Primo turno           | Primo turno    | Primo turno | Primo turno |  |  | Ultimo turno | Ultimo turno    | Ultimo turno | Ultimo turno | Ultimo turno |  |
|  |             |                       |                |             |             |  |  |              |                 |              |              |              |  |
|  | 1           | Frederico Gil         | Frederico Gil  | 6           | 6           |  |  |              |                 |              |              |              |  |
|  |             | Alex Kuznetsov        | Alex Kuznetsov | 1           | 1           |  |  | 1            | Frederico Gil   | 4            | 6            | 4            |  |
|  |             | Pierre-Ludovic Duclos | 65             | 7           | 3           |  |  | 24           | Ruben Bemelmans | 6            | 3            | 6            |  |
|  | 24          | Ruben Bemelmans       | 7              | 5           | 6           |  |  |              |                 |              |              |              |  |

### Sezione 2
|  | Primo turno | Primo turno  | Primo turno | Primo turno | Primo turno |  |  | Ultimo turno | Ultimo turno | Ultimo turno | Ultimo turno | Ultimo turno |  |
|  |             |              |             |             |             |  |  |              |              |              |              |              |  |
|  | 2           | Tobias Kamke | 4           | 6           | 6           |  |  |              |              |              |              |              |  |
|  |             | Greg Jones   | 6           | 2           | 4           |  |  | 2            | Tobias Kamke | 3            | 6            | 4            |  |
|  |             | Amer Delić   | Amer Delić  | 6           | 7           |  |  |              | Amer Delić   | 6            | 2            | 6            |  |
|  | 19          | Júlio Silva  | Júlio Silva | 2           | 62          |  |  |              |              |              |              |              |  |

### Sezione 3
|  | Primo turno | Primo turno            | Primo turno            | Primo turno | Primo turno |  |  | Ultimo turno | Ultimo turno  | Ultimo turno  | Ultimo turno | Ultimo turno |  |
|  |             |                        |                        |             |             |  |  |              |               |               |              |              |  |
|  | 3           | Matthew Ebden          | Matthew Ebden          | 6           | 6           |  |  |              |               |               |              |              |  |
|  |             | Víctor Estrella Burgos | Víctor Estrella Burgos | 3           | 2           |  |  | 3            | Matthew Ebden | Matthew Ebden | 6            | 6            |  |
|  |             | Iván Navarro           | Iván Navarro           | 4           | 2           |  |  | 21           | Rajeev Ram    | Rajeev Ram    | 4            | 4            |  |
|  | 21          | Rajeev Ram             | Rajeev Ram             | 6           | 6           |  |  |              |               |               |              |              |  |

### Sezione 4
|  | Primo turno | Primo turno       | Primo turno       | Primo turno | Primo turno |  |  | Ultimo turno | Ultimo turno      | Ultimo turno      | Ultimo turno | Ultimo turno |  |
|  |             |                   |                   |             |             |  |  |              |                   |                   |              |              |  |
|  | 4           | Paolo Lorenzi     | Paolo Lorenzi     | 6           | 6           |  |  |              |                   |                   |              |              |  |
|  |             | Dominik Meffert   | Dominik Meffert   | 2           | 4           |  |  | 4            | Paolo Lorenzi     | Paolo Lorenzi     | 6            | 7            |  |
|  | WC          | Daniel Kosakowski | Daniel Kosakowski | 7           | 6           |  |  | WC           | Daniel Kosakowski | Daniel Kosakowski | 2            | 64           |  |
|  | 22          | Marco Chiudinelli | Marco Chiudinelli | 65          | 3           |  |  |              |                   |                   |              |              |  |

### Sezione 5
|  | Primo turno | Primo turno     | Primo turno     | Primo turno | Primo turno |  |  | Ultimo turno | Ultimo turno    | Ultimo turno | Ultimo turno | Ultimo turno |  |
|  |             |                 |                 |             |             |  |  |              |                 |              |              |              |  |
|  | 5           | João Souza      | 2               | 7           | 65          |  |  |              |                 |              |              |              |  |
|  |             | Serhij Bubka    | 6               | 5           | 7           |  |  |              | Serhij Bubka    | 6            | 3            | 6            |  |
|  | WC          | Dennis Novikov  | Dennis Novikov  | 1           | 67          |  |  | 14           | Thomas Schoorel | 3            | 6            | 4            |  |
|  | 14          | Thomas Schoorel | Thomas Schoorel | 6           | 7           |  |  |              |                 |              |              |              |  |

### Sezione 6
|  | Primo turno | Primo turno     | Primo turno     | Primo turno | Primo turno |  |  | Ultimo turno | Ultimo turno    | Ultimo turno    | Ultimo turno | Ultimo turno |  |
|  |             |                 |                 |             |             |  |  |              |                 |                 |              |              |  |
|  | 6           | Igor' Andreev   | 1               | 6           | 3           |  |  |              |                 |                 |              |              |  |
|  | WC          | Tim Smyczek     | 6               | 1           | 6           |  |  | WC           | Tim Smyczek     | Tim Smyczek     | 6            | 6            |  |
|  | WC          | Haithem Abid    | Haithem Abid    | 2           | 2           |  |  | 15           | Michael Russell | Michael Russell | 2            | 0            |  |
|  | 15          | Michael Russell | Michael Russell | 6           | 6           |  |  |              |                 |                 |              |              |  |

### Sezione 7
|  | Primo turno | Primo turno    | Primo turno    | Primo turno | Primo turno |  |  | Ultimo turno | Ultimo turno   | Ultimo turno | Ultimo turno | Ultimo turno |  |
|  |             |                |                |             |             |  |  |              |                |              |              |              |  |
|  | 7           | Marsel İlhan   | Marsel İlhan   | 4           | 4           |  |  |              |                |              |              |              |  |
|  | WC          | Rhyne Williams | Rhyne Williams | 6           | 6           |  |  | WC           | Rhyne Williams | 7            | 1            | 6            |  |
|  |             | Miša Zverev    | 2              | 6           | 1           |  |  | 13           | Jürgen Zopp    | 6(1)         | 6            | 1            |  |
|  | 13          | Jürgen Zopp    | 6              | 1           | 6           |  |  |              |                |              |              |              |  |

### Sezione 8
|  | Primo turno | Primo turno           | Primo turno           | Primo turno | Primo turno |  |  | Ultimo turno | Ultimo turno   | Ultimo turno   | Ultimo turno | Ultimo turno |  |
|  |             |                       |                       |             |             |  |  |              |                |                |              |              |  |
|  | 8           | Björn Phau            | Björn Phau            | 6           | 6           |  |  |              |                |                |              |              |  |
|  |             | Denis Gremelmayr      | Denis Gremelmayr      | 0           | 4           |  |  | 8            | Björn Phau     | Björn Phau     | 4            | 4            |  |
|  |             | Roberto Bautista Agut | Roberto Bautista Agut | 63          | 4           |  |  | 18           | Andrej Golubev | Andrej Golubev | 6            | 6            |  |
|  | 18          | Andrej Golubev        | Andrej Golubev        | 7           | 6           |  |  |              |                |                |              |              |  |

### Sezione 9
|  | Primo turno | Primo turno       | Primo turno   | Primo turno | Primo turno |  |  | Ultimo turno | Ultimo turno   | Ultimo turno | Ultimo turno | Ultimo turno |  |
|  |             |                   |               |             |             |  |  |              |                |              |              |              |  |
|  | 9           | Vasek Pospisil    | 7             | 3           | 7           |  |  |              |                |              |              |              |  |
|  |             | Mathieu Rodrigues | 5             | 6           | 5           |  |  | 9            | Vasek Pospisil | 4            | 6            | 6            |  |
|  |             | Maxime Authom     | Maxime Authom | 6           | 6           |  |  |              | Maxime Authom  | 6            | 4            | 3            |  |
|  | 23          | James Ward        | James Ward    | 1           | 2           |  |  |              |                |              |              |              |  |

### Sezione 10
|  | Primo turno | Primo turno        | Primo turno        | Primo turno | Primo turno |  |  | Ultimo turno | Ultimo turno   | Ultimo turno | Ultimo turno | Ultimo turno |  |
|  |             |                    |                    |             |             |  |  |              |                |              |              |              |  |
|  | 10          | Bobby Reynolds     | Bobby Reynolds     | 6           | 6           |  |  |              |                |              |              |              |  |
|  |             | Peter Gojowczyk    | Peter Gojowczyk    | 4           | 1           |  |  | 10           | Bobby Reynolds | 4            | 7            | 6            |  |
|  |             | Frank Dancevic     | Frank Dancevic     | 6           | 6           |  |  |              | Frank Dancevic | 6            | 62           | 4            |  |
|  | 20          | Arnau Brugués-Davi | Arnau Brugués-Davi | 3           | 0           |  |  |              |                |              |              |              |  |

### Sezione 11
|  | Primo turno | Primo turno        | Primo turno        | Primo turno | Primo turno |  |  | Ultimo turno | Ultimo turno       | Ultimo turno       | Ultimo turno | Ultimo turno |  |
|  |             |                    |                    |             |             |  |  |              |                    |                    |              |              |  |
|  | 11          | Rik De Voest       | 6                  | 5           |             |  |  |              |                    |                    |              |              |  |
|  |             | Stefano Galvani    | 3                  | 1           | r           |  |  | 11           | Rik De Voest       | Rik De Voest       | 7            | 6            |  |
|  |             | Stéphane Bohli     | Stéphane Bohli     | 62          | 1           |  |  | 17           | Izak van der Merwe | Izak van der Merwe | 5            | 3            |  |
|  | 17          | Izak van der Merwe | Izak van der Merwe | 7           | 6           |  |  |              |                    |                    |              |              |  |

### Sezione 12
|  | Primo turno | Primo turno       | Primo turno       | Primo turno | Primo turno |  |  | Ultimo turno | Ultimo turno      | Ultimo turno      | Ultimo turno | Ultimo turno |  |
|  |             |                   |                   |             |             |  |  |              |                   |                   |              |              |  |
|  | 12          | Ricardo Mello     | 3                 | 7           | 0           |  |  |              |                   |                   |              |              |  |
|  |             | Michael Yani      | 6                 | 65          | 6           |  |  |              | Michael Yani      | Michael Yani      | 2            | 2            |  |
|  |             | Gastão Elias      | Gastão Elias      | 2           | 5           |  |  | 16           | Marinko Matosevic | Marinko Matosevic | 6            | 6            |  |
|  | 16          | Marinko Matosevic | Marinko Matosevic | 6           | 7           |  |  |              |                   |                   |              |              |  |